# Château de Gademoulin
Le château de Gademoulin, une altération de Garde moulin, situé dans la commune de Gensac-la-Pallue, est une construction de style néo-gothique, achevée en 1875 sur les ruines d'un ancien logis charentais.

## Historique
Un ancien château médiéval a été détruit en 1548 lors des soulèvements de protestations contre la gabelle. Reconstruit au XVIIe siècle pour la famille Green de Saint-Marsault. En 1715, le grand séminaire de Saintes en devient le nouveau propriétaire.
Il est vendu comme bien national à la Révolution et à nouveau détruit.
Le château actuel date de 1875, sur les plans de l'architecte Louis-Charles Geay.
Il est aussi parfois orthographié Gâdemoulins.